# Maximilian Oskar Bircher-Benner
Maximilian Oskar Bircher-Benner (n. 22 august 1867 la Aarau; d. 24 ianuarie 1939 la Zürich) a fost un medic elvețian și un om de știință în domeniul nutriției. A creat Birchermüesli și a fost un pionier al nutriției integrale. 

## Biography
Maximilian Oskar Bircher-Benner s-a născut pe 22 august 1867 în Aarau, Elveția. Părinții săi se numeau Heinrich Bircher și Berta Krüsi.  A urmat cursurile Universității din Zurich pentru a studia medicina, iar mai târziu și-a deschis propria clinică generală. 
În primul an de funcționare a clinicii, Bircher-Benner a fost diagnosticat cu icter și a susținut că și-a revenit mâncând mere crude. Pe baza acestei observații, a experimentat efectele alimentelor crude asupra sănătății și a promovat muesli-ul, un aliment pe bază de ovăz crud, fructe și nuci.  Bircher-Benner și-a extins cercetările nutriționale și a deschis un sanatoriu numit „Forța Vitală” în 1897. El credea că fructele și legumele crude aveau cea mai mare valoare nutritivă, alimentele gătite și procesate comercial aveau mai puțină, iar carnea avea cea mai mică valoare nutritivă. În cele din urmă, Bircher-Benner a renunțat complet la carne și a devenit vegetarian. Alți oameni de știință ai vremii nu au reacționat bine la ceea ce Bircher-Benner a numit „noua știință a alimentației”, dar aceasta a fost suficient de populară în rândul publicului larg încât și-a extins practica în sanatoriu.  
Obiceiurile nutriționale și modelele alimentare ale lui Bircher-Benner au crescut constant în popularitate până la moartea sa, pe 24 ianuarie 1939, la Zürich . 
1. 1 2  „Maximilian Oskar Bircher-Benner”. CooksInfo.com. Accesat în 9 octombrie 2015.
2. ↑  „Maximilian Bircher-Benner”. www.benner.org.nz. Accesat în 8 octombrie 2023.
3. ↑  „Biography of Max Bircher-Benner – Zurich Development Center”. www.zurichdevelopmentcenter.com. Accesat în 9 octombrie 2015.
4. ↑  „Notes on Books”. The British Medical Journal. 1 (3864): 157. 26 ianuarie 1925. JSTOR 25343029.
5. ↑  „Dr. M. Bircher-Benner”. The British Medical Journal. 1 (4075): 307. 11 februarie 1939. JSTOR 20302420.